# Référendum de 1976 sur la départementalisation à Saint-Pierre-et-Miquelon
Le référendum sur la départementalisation à Saint-Pierre-et-Miquelon s'est tenu sur ce territoire d'outre-mer français le 7 mars 1976.

## Présentation
Cette consultation populaire non officielle sur le projet de départementalisation de l'archipel a été convoquée par les maires de Saint-Pierre et de Miquelon-Langlade mais désapprouvée par le député et le conseiller économique et social.
Les résultats de ce scrutin ne furent reconnus ni par le conseil général, ni par l'Assemblée nationale.
Le 19 juillet 1976, le projet de loi est entériné et le territoire d'outre-mer devient département d'outre-mer (DOM).
Neuf ans plus tard, l'archipel trouvera un nouveau statut de collectivité territoriale par la loi du 11 juin 1985.

## Question et résultats
La question posée était : Acceptez-vous le projet de loi portant départementalisation de l'archipel ?
| Choix                             | Votes | %    |
| --------------------------------- | ----- | ---- |
| Oui                               | 125   | 8,5  |
| Oui contraint et forcé[pas clair] | 926   | 62,6 |
| Non                               | 428   | 28,9 |
| Votes blancs et invalides         | 26    | –    |
| Total                             | 1 515 | 100  |
| Participation                     | 3 645 | 41,6 |

### Sources et bibliographie
- Organisation de Saint-Pierre et Miquelon, compte rendu intégral de la 3e séance du mercredi 30 juin 1976, Assemblée nationale, 13 p. (lire en ligne), p. 4976-4988 [PDF]